# Saint Michel Tourcoing Basket
El Tourcoing SM es un equipo de baloncesto francés con sede en la ciudad de Tourcoing, que compite en la NM3, la quinta competición de su país. Disputa sus partidos en la Salle Decruyenaere.

## Posiciones en liga
- 1997 - (12-N2)
- 1998 - (5-N2)
- 2010 - (11-NM2)
- 2011 - (8-NM2)
- 2012 - (11-NM2)
- 2013 - (10-NM2)
- 2014 - (11-NM2)
- 2015 - (8-NM2)
- 2016 - (11-NM2)
- 2017 - (8-NM2)
- 2018 - (12-NM2)
- 2019 - (8-NM2)
- 2020 - (14-NM2)
- 2021 - (14-NM2)
- 2022 - (12-NM2)